# NGC 7045
NGC 7045 — двойная звезда в созвездии Малый Конь.
Этот объект входит в число перечисленных в оригинальной редакции «Нового общего каталога».